# جسی جانسون
جسی جانسون (انگلیسی: Jesse Johnson؛ زادهٔ ۷ دسامبر ۱۹۸۲) بازیگر، خواننده و فیلم‌نامه‌نویس اهل ایالات متحده آمریکا است. وی دانش‌آموختهٔ رشتهٔ نمایش از کالج اکسیدنتال است و از سال ۲۰۰۱ میلادی تاکنون مشغول فعالیت بوده است.
از فیلم‌ها یا برنامه‌های تلویزیونی که وی در آن نقش داشته است می‌توان به  هاوایی فایو-زیرو، توئین پیکس، ان‌سی‌آی‌اس، آناتومی گری، خرس‌ها چه فایده‌ای دارند؟، درندگان و گریز از اسلحه اشاره کرد.